# ثوماوية
الثوماوية (الاسم العلمي: Allieae) هي قبيلة من النباتات تتبع الفصيلة النرجسية من رتبة الهليونيات.

## أجناس الثوماوية
- الثوم